# Ammapettai
Ammapettai é uma panchayat (vila) no distrito de Erode, no estado indiano de Tamil Nadu.

## Geografia
Ammapettai está localizada a 10° 48′ N, 79° 20′ L. Tem uma altitude média de 1 metro (3 pés).

## Demografia
Segundo o censo de 2001,  Ammapettai  tinha uma população de 8991 habitantes. Os indivíduos do sexo masculino constituem 51% da população e os do sexo feminino 49%. Ammapettai tem uma taxa de literacia de 54%, inferior à média nacional de 59.5%; com 60% para o sexo masculino e 40% para o sexo feminino. 10% da população está abaixo dos 6 anos de idade.